# Râul Moș Gavrilă
Râul Moș Gavrilă este un curs de apă, afluent al râului Cărbunele. 

## Hărți
- Harta Parcului Vânători-Neamț